# La Creueta (la Nou de Berguedà)
La Creueta és una muntanya de 1.394 metres que es troba entre els municipis de la Nou de Berguedà i de Sant Julià de Cerdanyola, a la comarca catalana del Berguedà.